# Specchia Tarantina
Specchia Tarantina is een plaats (frazione) in de Italiaanse gemeente Martina Franca.